# Werner Posch

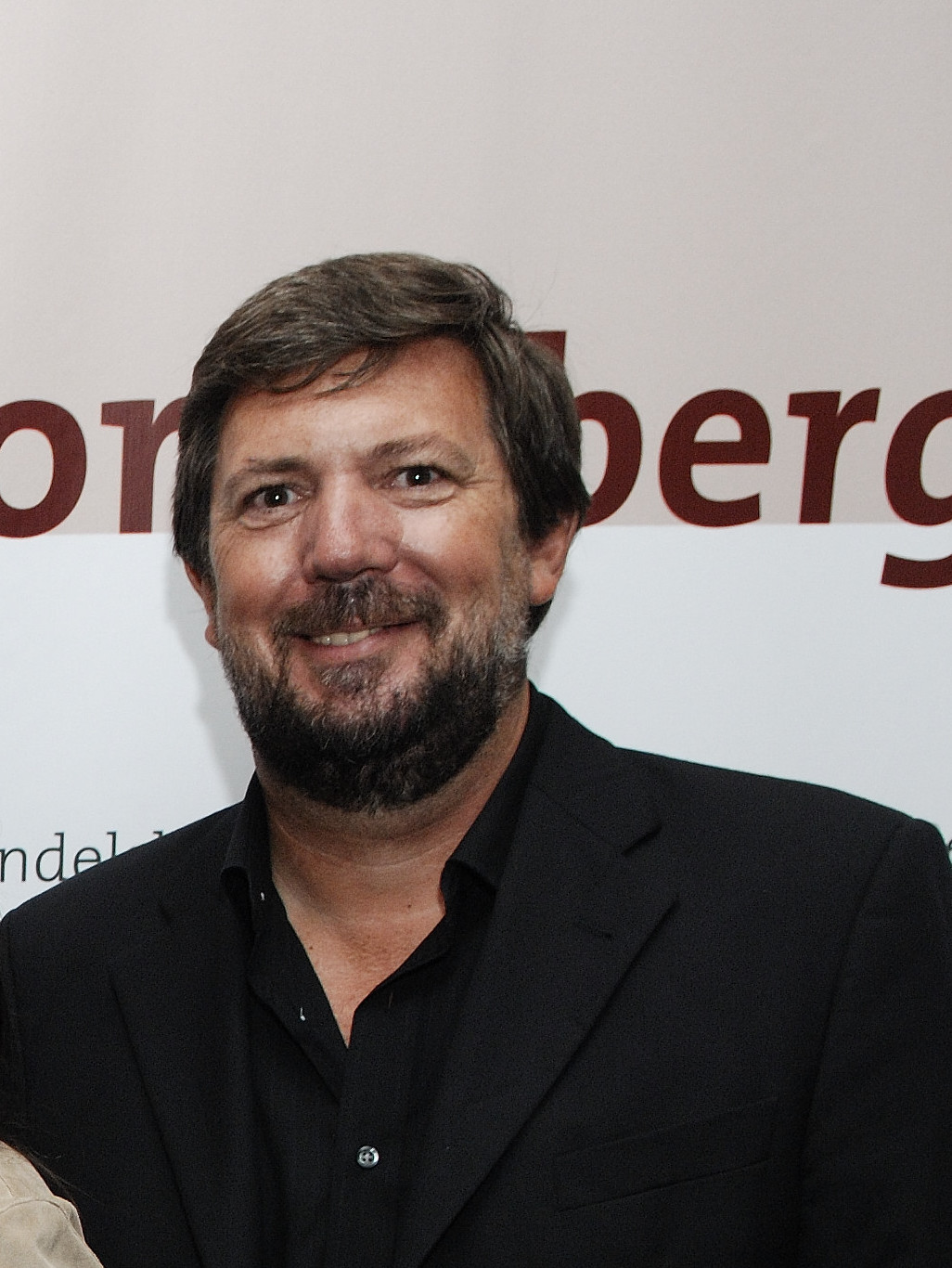
Werner Posch (2007)

Werner Posch (* 17. November 1959 in Voitsberg) ist ein österreichischer Politiker (SPÖ) und Arbeiterkammerfunktionär. Von 2004 bis 2009 war er Abgeordneter zum Vorarlberger Landtag und von 2009 bis 2019 Stadtrat in Dornbirn. Er lebt in Dornbirn und ist Vater eines Sohnes. 
Posch ist beruflich als Verwaltungsangestellter tätig und Landesvorsitzender der Fraktion Sozialdemokratischer GewerkschafterInnen (FSG). Er hat des Weiteren die Funktion eines Kammerrats in der AK Vorarlberg inne und vertrat die SPÖ Vorarlberg vom 5. Oktober 2004 bis zum 13. Oktober 2009 im Landtag. Posch war dort Bereichssprecher für Arbeit, Sport, Kontrolle, Sicherheit und Inneres und Obmann des Kontrollausschusses. 
Bei der Landtagswahl 2009 trat Werner Posch auf dem vierten Platz der SPÖ-Landesliste an. Nach der Landtagswahl, bei der die SPÖ 3 ihrer ursprünglich 6 Mandate verlor, schied Werner Posch aus dem Landtag aus und wurde als Nachfolger der in den Landtag berufenen Gabriele Sprickler-Falschlunger SPÖ-Stadtrat in seiner Heimatstadt, wo er bereits seit den 1980er-Jahren als Stadtvertreter aktiv war. Als Schul- und Integrationsstadtrat gab Posch seinen Rücktritt im März 2019 bekannt, um sich in der Folge stärker auf seine neue Aufgabe im Vorstand der Arbeiterkammer Vorarlberg konzentrieren zu können. Am 22. Mai 2019 folgte ihm sein Parteikollege Markus Fässler als Stadtrat für Schulen und Interkulturelles Zusammenleben nach.